# 松谷翠
松谷 翠（まつや みどり、1943年3月18日 - 1994年1月9日）は、日本のピアニスト。
父親はジャズピアニストの松谷穣。　幼少の頃からピアノを父に習い、クラシックとジャズの両分野に親しむ環境に育つ。
東京藝術大学音楽学部器楽学科卒業。ピアノを福井直哉、レイ・レブに師事。和声法、作曲法を小倉朗に師事する。
1973年に渡欧しベルリン芸術大学で、ピアノをH.E.リーベンザームに師事する。
1975年にベルリン芸術大学を卒業後帰国し、コンサート、放送、レコーディングなど活発な演奏活動を展開する。
日本大学芸術学部教授。
座光寺公明(1958-87) のピアノの師。作曲家ボーカリスト松谷冬太とボーカリスト松谷麗王の父。
1994年1月9日癌により死去。